# Love Letters from Elvis
Love Letters from Elvis (с англ. Любовные письма от Элвиса) — тринадцатый студийный альбом американского певца Элвиса Пресли, вышедший в 1971 году. Диск занял 33-е место в американском хит-параде.

## Об альбоме
В начале июня 1970 года Пресли после полуторагодичного перерыва отправился в студию записывать новый материал. По итогу работы, объёма записанных песен хватило на три альбома, — Love Letters from Elvis последний из них. Аранжировки композиций близки по духу к пластинкам Энгельберта Хампердинка и эстрадного кантри, на звучание которого Пресли в то время равнялся.
Альбом начинается с новой версии хита 1966 года «Love Letters», что достаточно неординарно для Пресли, чрезвычайно редко перезаписывавшего свои хиты.

## Список композиций
1. «Love Letters»
2. «When I’m Over You»
3. «If I Were You»
4. «Got My Mojo Working»
5. «Heart of Rome»
6. «Only Believe»
7. «This Is Our Dance»
8. «Cindy, Cindy»
9. «I’ll Never Know»
10. «It Ain’t No Big Thing (But It’s Growing)»
11. «Life»

## Альбомные синглы
- «Life» / «Only Believe» (май 1971; #53)